# Misokinésie
La misokinésie (étymologiquement « haine du mouvement ») est un trouble neuropsychique caractérisé par des états psychiques désagréables déclenchés par la vue de mouvements spécifiques, notamment répétitifs tel une personne qui agite frénétiquement sa jambe ou qui tapote avec ses doigts.